# Auguste Verneuil

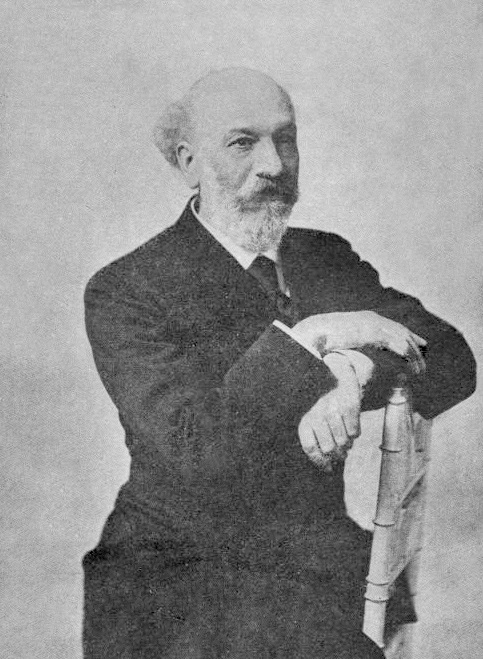
Auguste Verneuil

Auguste Victor Louis Verneuil (* 3. November 1856 in Dunkerque, Département Nord; † 27. April 1913) war ein französischer Chemiker, der durch die Erfindung eines kommerziellen Prozesses für die Herstellung synthetischer Edelsteine bekannt wurde. 1902 erfand er den Flammenfusions-Prozess, der heute unter dem Namen Verneuil-Verfahren bekannt ist. Der Prozess wird noch heute zur Herstellung von Korund bzw. Rubinen verwendet.

## Biografie
Verneuil wurde in Dünkirchen im Jahr 1856 als Sohn eines Uhrmachers geboren. Mit 17 Jahren wurde er Assistent des Chemikers Edmond Frémy, bei dem er 1886 promovierte. 1892 wurde er Professor für Angewandte und Organische Chemie beim Naturhistorischen Museum in Paris, wo er 13 Jahre arbeitete. Er beschäftigte sich mit der Herstellung synthetischer Rubine, der Chemie des Selens, der Phosphoreszenz von Zinkblende, der Chemie der Seltenerdenmetalle und der Produktion von Gläsern mit hohem Brechungsindex.
Verneuil begann mit seinen Arbeiten zur Herstellung synthetischer Rubine bereits ab 1886 und erzielte akzeptable Ergebnisse innerhalb von sechs Jahren. Seine Aufzeichnungen versiegelte er und deponierte diese an der Pariser Akademie der Wissenschaften in den Jahren 1891 und 1892. Die Ergebnisse der Arbeit veröffentlichte er aber erst 1902.